# Hydriade
Hydriade Andrino é um género botânico pertencente à família Eriocaulaceae
1. ↑  Andrino, Caroline Oliveira; Costa, Fabiane Nepomuceno; Simon, Marcelo Fragomeni; Missagia, Rafaela Velloso; Sano, Paulo Takeo (junho de 2023). «Eriocaulaceae: A new classification system based on morphological evolution and molecular evidence». TAXON (em inglês) (3): 515–549. ISSN 0040-0262. doi:10.1002/tax.12915. Consultado em 18 de março de 2024